# ويستمور (فيرمونت)
ويستمور (بالإنجليزية: Westmore, Vermont)‏ هي بلدة تقع في مقاطعة أورليانز (فيرمونت) بولاية فيرمونت في الولايات المتحدة. تأسست عام Augut 17, 1781، تبلغ مساحتها 97 (كم²)، وترتفع عن سطح البحر 554 م، بلغ عدد سكانها 306 نسمة في عام 2000 حسب إحصاء مكتب تعداد الولايات المتحدة وتصل الكثافة السكانية فيها 3.4 نسمة/كم2.

## وصلات خارجية
- The US50 - Cities and Towns in Vermont State
- Vermont Cities and Towns, Facts, Map, Flag, Colleges, Government, and More